# For Recreational Use Only
For Recreational Use Only — тринадцатый студийный альбом американского кантри-певца Блейка Шелтона, вышедший 9 мая 2025 года на лейбле Wheelhouse Records, импринте BBR Music Group. Это его первый альбом за четыре года после Body Language (2021).

## Об альбоме
Блейк Шелтон начал писать песни для альбома после успеха песни «Pour Me a Drink», его совместной работы с Post Malone; по словам Шелтона, успех совместной работы «зажёг огонь в душе» Шелтона. Альбом был анонсирован 14 марта 2025 года.
Новый проект также является его первым проектом с BBR Music Group/BMG Nashville (через Ten Point Productions/Wheelhouse Records) после карьеры в Warner Music Nashville. Шелтон подписал контракт с BBR/BMG Nashville в сентябре 2024 года.

## Отзывы
| Оценки критиков     | Оценки критиков |
| Источник            | Оценка          |
| ------------------- | --------------- |
| AllMusic            | [ 5 ]           |
| Entertainment Focus | [ 6 ]           |
| Holler              | [ 7 ]           |

Альбом получил положительные отзывы музыкальных критиков и интернет-изданий.
Американская газета The Washington Post заявила, что это «подходящее заявление как для его последнего проекта, так и для нынешнего состояния его карьеры».
Нил Йунг из AllMusic отметил, что «После четырехлетнего перерыва между альбомами американская звезда кантри Блейк Шелтон выпустил в 2025 году свой 13-й полноформатный альбом For Recreational Use Only. Написанный после того, как Шелтон получил прилив вдохновения после сотрудничества с Post Malone, этот альбом из 12 песен содержит в основном те же надежные гимны, которые поклонники полюбили за два десятилетия, с такими хитами, как „Stay Country or Die Tryin'“ и „Life’s Been Comin' Too Fast“, которые просто просятся на пивную вечеринку. Выдающаяся песня „Texas“ вносит в альбом грувовую изюминку, представляя собой латинскую композицию, которая встряхивает иначе прямолинейный подход остальной части альбома. Среди гостей альбома — Крейг Морган („Heaven Sweet Home“), Джон Андерсон („Years“) и партнерша Шелтона Гвен Стефани („Hangin' On“)».

## Коммерческий успех
Альбом дебютировал на восьмом месте в кантри-чарте Top Country Albums, став 18-и диском Шелтона в топ-10 (все с 2001 года). Примечательно, что в этом столетии (с 2000 года по настоящее время) только шесть исполнителей попали в топ-10 кантри-чарта по меньшей мере 18 раз: У Шелтона и Тима Макгро по 18 альбомов, а у Кенни Чесни, Алана Джексона, Тоби Кита и Джорджа Стрейта по 20. Дебютный тираж составил 10500 копий продаж в США. Он также дебютировал в топ-10 в чартах Top Album Sales (№ 6) и Independent Albums (№ 8).

## Список композиций
| №   | Название                                       | Автор(ы)                                                         | Длительность |
| --- | ---------------------------------------------- | ---------------------------------------------------------------- | ------------ |
| 1.  | «Stay Country or Die Tryin'»                   | Beau Bailey Graham Barham Sam Ellis Drew Parker                  | 3:41         |
| 2.  | «Texas»                                        | Johnny Clawson Josh Dorr Lalo Guzman Kyle Sturrock               | 2:49         |
| 3.  | «Hangin' On» (при участии Гвен Стефани)        | Ellis Greylan James Чарльз Келли                                 | 3:26         |
| 4.  | «Strangers»                                    | Zach Crowell Michael Hardy Jameson Rodgers                       | 3:21         |
| 5.  | «Let Him in Anyway»                            | Zach Abend Kyle Clark Hardy Carson Wallace                       | 3:17         |
| 6.  | «Heaven Sweet Home» (при участии Craig Morgan) | Sarah Buxton Jake Rose Chris Tompkins                            | 3:41         |
| 7.  | «Life's Been Coming Too Fast»                  | David Lee Murphy Lindsay Rimes Craig Wiseman                     | 3:10         |
| 8.  | «Don't Mississippi»                            | Ross Copperman Ben Hayslip Шейн Маканалли Джош Осборн            | 3:07         |
| 9.  | «All of My Love»                               | Blake Shelton Matt McGinn Colton Swon Zach Swon                  | 3:39         |
| 10. | «Cold Can»                                     | Andrew DeRoberts Osborne Bobby Pinson                            | 3:06         |
| 11. | «The Keys»                                     | Brock Berryhill Jay Brunswick Pinson                             | 2:51         |
| 12. | «Years» (при участии John Anderson)            | Anderson John Anderson Дэн Ауэрбах David Ferguson Pat McLaughlin | 3:48         |

## Позиции в чартах
| Чарт (2025)                                  | Высшая позиция |
| -------------------------------------------- | -------------- |
| Австралия (Country Albums, ARIA)             | 33             |
| Великобритания (UK Digital Albums Chart)     | 49             |
| Великобритания (UK Country Albums Chart)     | 2              |
| Великобритания (UK Independent Albums Chart) | 38             |
| США (Billboard 200)                          | 46             |
| США (Billboard Independent Albums)           | 8              |
| США (Billboard Top Country Albums)           | 8              |